# CA-14
La Carretera Centroamericana 14 (CA-14), conocida también como la Carretera Rancho - Cobán, es una de las principales vías terrestres de América Central, que forma parte de la Red Vial Centroamericana. Esta ruta, considerada vital para la integración regional, y se encuentra totalmente dentro de Guatemala.

## Extensión
Con una longitud de 128 kilómetros, la CA-14 es reconocida por su variado paisaje, que incluye cadenas montañosas, llanuras agrícolas, áreas urbanas y regiones selváticas. A pesar de su importancia, su estado de conservación y modernización varía significativamente según el país.

## Carretera Centroamericana 14
La Carretera Centroamericana 14 (CA-14) es una vía terrestre ubicada exclusivamente en Guatemala, y forma parte de la Red Vial Centroamericana. Esta carretera conecta la región norte del país, particularmente el departamento de Petén, con el área central guatemalteca, facilitando el tránsito de pasajeros, productos agrícolas y turistas hacia los sitios arqueológicos del norte, como Tikal.

## Guatemala
En Guatemala, la CA-14 inicia en la ciudad de San Benito, departamento de Petén, una de las zonas más extensas y biodiversas del país. Desde allí se dirige hacia el sur atravesando Poptún, y continúa por los municipios de Chahal y Fray Bartolomé de las Casas, en Alta Verapaz, hasta alcanzar la ciudad de Cobán, un importante centro urbano del altiplano norte. Esta ruta es esencial para conectar la región selvática y arqueológica de Petén con el resto del país, y con corredores que llevan hacia la CA-9.
La carretera atraviesa zonas montañosas y en gran parte ha sido objeto de obras de mejora y pavimentación debido a su importancia estratégica. Es utilizada tanto por transporte comercial como por visitantes que acceden a áreas turísticas del norte del país.

## Importancia
La CA-14 tiene un papel fundamental en la integración del departamento de Petén con el resto del país. Facilita el transporte de bienes agropecuarios, productos forestales y recursos naturales hacia el sur, así como el acceso a zonas de interés turístico como Flores, Tikal y reservas naturales. También promueve el desarrollo regional en áreas que históricamente han estado aisladas o con limitada infraestructura vial.